# Тимочко сердарство
Тимочко сердарство било је једно од пет сердарства Кнежевине Србије које је постојало од 1834. до 1835. године. Седиште сердарства било је у Неготину. Тиме је Неготин уврштен у пет административно најзначајних градова у кнежевини и једино место источно од Велике Мораве које је било седиште великог сердарства.
На скупштини фебруара 1834. коју је сазвао кнез Милош Обреновић поводом проглашења Хатишерифа из 1833. године, издејствовао је поделу земље на сердарства односно велике области. Сердарство је обухватало три или четири окружја (округа) и њоме је управљао велики сердар. Велики сердар је имао двојаку дужност, да врши надзор над радом окружја у саставу свог сердарства и да сваке недеље шаљу извештај кнезу Милошу о дешавањима у сердарству. Циљ формирања сердарства заправо је било повећање централне власти и контроле, а за сердаре кнез Милош је поставио своје најоданије и најпослушније слуге. Велики сердар тимочки био је Стеван Ћоса Стојановић.
Тимочко сердарство је обухватало три окружја:
- Књажевачко окружје
- Црноречко окружје
- Крајинско окружје (са Поречом)

Доношењем Сретењског устава фебруара 1835. године, укинута су сердарства па тиме и Тимочко сердарство.